# 加藤茶吉
加藤 茶吉（かとう ちゃきち）は、日本の漫画家。主に成年向け漫画を執筆し、美少女のほかショタものも手がける。
長期の商業誌活動休止期間を挟み近年は『COMIC RIN』ほか茜新社系にて活動中。同人サークル「アトリエDr.HEAD'S」主宰。

## 作品リスト

### 単行本
1. 『放課後Study倶楽部』 1998年2月発売、司書房〈つかさコミックス〉、ISBN 4-8128-0121-4
2. 『娼年インモラル』 2016年10月20日発売[1]、メディアックス〈MDコミックスNEO〉、ISBN 978-4-86201-592-1
  - 催眠睡姦大合戦（オトコのコHEAVEN Vol.24 催眠×睡姦♥男の娘）
  - 娼年インモラル（オトコのコHEAVEN 女装下着の男の娘）
  - 娼年インモラル2（オトコのコHEAVEN 世界制服♥男の娘学園）
  - 娼年インモラル3（オトコのコHEAVEN 花嫁は男の娘♥）
  - 娼年インモラル4（オトコのコHEAVEN 男の娘はひとり上手♥）
  - 娼年インモラル5（オトコのコHEAVEN 聖夜の輪姦♥天然ビッチ×男の娘）
  - 娼年インモラル6（オトコのコHEAVEN 男の娘はただいま身体測定中♥）
  - 娼年インモラル7（オトコのコHEAVEN Vol.27 援交♥男の娘）
  - 娼年インモラル〜最終話〜（オトコのコHEAVEN Vol.28 男の娘は痴漢電車に乗車中♥）
  - モブ☆カフェ（オトコのコHEAVEN 男の娘♥飲精ミルクタイム）
  - モブ☆カフェ〜海の家編〜（オトコのコHEAVEN vol.23 スク水×方言♥男の娘）
  - モブ☆カフェ ～立ち飲み屋編～（オトコのコHEAVEN Vol.26 白濁の天使♥男の娘）
  - 淫乱☆ラプンツェル（オトコのコHEAVEN お伽系男の娘は淫乱コスに夢中♥）
  - 娼年インモラル 番外編
3. 『大人のおもちゃ』 2018年3月28日発売[2]、茜新社〈TENMACOMICS 好色少年〉、ISBN 978-4-86349-693-4
  - 「大人のおもちゃ」シリーズ（好色少年 Vol.3, 4, 5, 9, 10）
  - 夜までの時間（好色少年 Vol.2）
  - メス堕ちSNS（好色少年 Vol.8）
  - メス堕ち催眠
  - メス堕ち催眠ZERO
  - みんなの肉便器ミナトちゃん
  - ミナトちゃん 牛さんになる
  - 少年絶対領域-深夜の秘密-（好色少年 Vol.1）

### 単行本未収録作品
- COMICポプリクラブ（晋遊舎）
  - 悪と欲望の暗黒魔法少女 レッツ・ゴー ぽぽろん!（1998年12, 1999年1月号）
- 漫画絶対満足 Zetuman（笠倉出版社）
  - CHERISH LOVE（1999年3, 5, 7月号）
- Young Hip（ワニマガジン社）
  - ジャンキーエクソシスト!（1999年8月号）
- COMIC RIN（茜新社）
  - おとぎ王子（2009年4月号）[3]
  - 大発明ですよ コウメさん（2009年6月号）[3]
  - 少女マトン（2009年9, 12月号）[3]
  - 雪のお嬢（2010年4月号）[4]
  - ネトゲ脳と妹（2010年7月号）[4]
  - 僕の隣のおきつね様（2010年12月号）[4]
  - ねこのこ（2011年5月号）[5]
  - うしのこ（2011年12月号）[5]
  - 僕の忍者（2012年3月号）[6]
- オトコのコHEAVEN（メディアックス）
  - くまとたくま（スク水×ブルマ×男の娘、2014年8月）[7]
  - おじさんとボク（Vol.29 夏の濡れ透け♥男の娘水着、2016年8月）[8]
  - おじさんとボク＜クリスマス編＞（Vol.31 ビッチな夜の♥ボンデージ男の娘、2016年12月）[9]
  - 少年チチデル（Vol.34 催眠×睡姦♥男の娘PART2、2017年6月）[10]
  - おじさんとボク〜夏休み編〜（Vol.35 夏の誘惑♥援交×男の娘水着、2017年8月）[11]
  - 俺がゲームの世界で○○な件（Vol.36 可愛いチアガール♥は男の娘!?、2017年10月）[12]
  - ボクとキミの握手会（世界制服×男の娘アイドル Vol.39、2018年4月）[13]
  - 家出少年むっちりケツマン人妻化計画（【WEB版】Vol.59、2021年10月）
- 好色少年（茜新社）
  - 転生したら俺TUEEEの予定がアナルYOEEEになった件（vol.13、2019年7月）[14]
  - 脳イキASMR パラレルビッチ I（vol.14、2020年6月）[15]